# 671271 Richardadsouza
671271 Richardadsouza è un asteroide della fascia principale. Scoperto nel 2012, presenta un'orbita caratterizzata da un semiasse maggiore pari a 3,062592 UA e da un'eccentricità di 0,088266, inclinata di 1,284448° rispetto all'eclittica.
Richard A. D'Souza, gesuita indiano, è astronomo presso l'Osservatorio Vaticano dal 2016. Si occupa della formazione e dell'evoluzione delle galassie, studiando la storia dell'accrescimento di galassie simili alla Via Lattea per comprendere l'effetto delle fusioni sulle proprietà di queste galassie.